# L'Homme qui rit (opéra)
Pour les articles homonymes, voir L'Homme qui rit (homonymie).
Personnages
- Gwynplaine (10 ans), enfant abandonné (soprano)
- Gwynplaine (25 ans), saltimbanque et véritable Lord Clancharlie (baryton)
- Ursus (50 ans), forain, poète, philosophe (baryton-basse)
- Barkilphedro (50 ans), serviteur et homme de loi (baryton)
- Duchesse Josiane (32 ans), aristocrate promise à Lord David (mezzo-soprano)
- Fibi (23 ans), bohémienne et femme à tout faire (soprano)
- Déa (16 ans), saltimbanque aveugle (soprano)
- Lord David (40 ans), aristocrate et usurpateur du titre de Lord Clancharlie (ténor)

L'Homme qui rit est un opéra en deux actes avec prologue du compositeur québécois d'origine tatare Airat Ichmouratov, sur un livret du poète Bertrand Laverdure, adapté du roman éponyme de Victor Hugo, créé dans le cadre du Festival Classica, en version concert, le 31 mai 2023 à Montréal, au Canada,,.

## Personages
| Rôles                                                                        | Chanteurs              | Voix          | 31 mai 2023       |
| ---------------------------------------------------------------------------- | ---------------------- | ------------- | ----------------- |
| Ursus                                                                        | Marc Boucher           | baryton       | créateur du rôle  |
| Gwynplaine (25 ans)                                                          | Hugo Laporte           | baryton       | créateur du rôle  |
| Gwynplaine (10 ans)                                                          | Janelle Lucyk          | soprano       | créatrice du rôle |
| Barkilphedro                                                                 | Jean-François Lapointe | baryton       | créateur du rôle  |
| Duchesse Josiane                                                             | Florence Bourget       | mezzo-soprano | créatrice du rôle |
| Fibi                                                                         | Sophie Naubert         | soprano       | créatrice du rôle |
| Déa                                                                          | Magali Simard-Galdès   | soprano       | créatrice du rôle |
| Lord David                                                                   | Antonio Figueroa       | ténor         | créateur du rôle  |
| des villageois, aux badauds de Londres, Lords à la Chambre des Lords (chœur) |                        |               |                   |

## Argument

### Prologue
Côte de l’Angleterre, 1690. C’est un soir d’hiver et de grande tempête. Les comprachicos rejettent un enfant sur le rivage et quittent en bateau. L’enfant regarde l’escarpement. Il commence son ascension. Au sommet, il voit un gibet avec un pendu. Il prend peur. Gwynplaine (c’est le nom de l’enfant) court dans la neige. Il trouve une femme momifiée dans la glace, tenant toujours son enfant qui semble respirer. Gwynplaine recueille le bébé. La fillette remue. Elle est encore vivante. Il la réchauffe, l’emmitoufle dans un bout de vêtement. Ils partent dans la tourmente. S’avance ensuite, dans la brume, une vieille roulotte de forain. Ursus tire son monde, sa vie, son gagne-pain avec une lassitude résignée. Les roues grincent, son corps s’échine. Mélancolique et revenu de tout, il s’adresse aux étoiles tout en balayant du regard les alentours silencieux. Après avoir entonné sa complainte, les deux enfants surgissent dans son champ de vision. Exténué, affamé, transi, le jeune garçon quémande de la nourriture pour lui et la jeune enfant. Ursus les accueille et les nourrit. Il découvre le visage mutilé de Gwynplaine, sourire distendu par le travail d’une lame, de chaque côté de ses lèvres. Il s’en émeut. La nuit tombe, la lanterne de la cahute s’éteint. Puis changement de scène, on voit un homme sur le pont du bateau duquel Gwynplaine a été éjecté, glisser dans une bouteille un bout de papier. L’homme lance la bouteille dans l’abîme, puis périt sous une lame énorme, dans les flots déchainés. 

### Acte I
Nous passons en 1705, 15 ans plus tard (nous resterons à cette époque pour la suite de l’opéra) dans les bas-fonds de Londres où l’on retrouve la duchesse Josiane et son mari promis, Lord David (Clancharlie). Celui-ci prend plaisir à un match de boxe entre deux pauvres des bas quartiers, les paris qu’il a faits sur le gagnant l’enivrent, l’excitent, mais la duchesse ne semble pas partager son engouement pour ce sport violent. 
Dans la scène suivante, nous nous retrouvons dans les appartements de la duchesse Josiane. Barkilphedro, déjà Jetson, il recueille donc les bouteilles à la mer et en consigne le contenu pour l’Amirauté, vient solliciter le poste d’homme de loi à l’aristocrate, pour acquérir plus de pouvoir dans l’appareil étatique. Il semble avoir des accointances avec la duchesse et c’est pour cette raison qu’elle a accepté de le recevoir. Pour la duchesse c’est une demande lassante, tandis que pour Barkilphedro, il s’agit de son salut financier. Par pitié et parce que personne ne veut devenir homme de loi, elle lui donne cet autre emploi. Il repart, galvanisé, de cette rencontre. Il va pouvoir se servir de ses nouveaux pouvoirs d’homme de loi pour parvenir à ses fins. 
Dans la scène qui suit, toujours en 1705 (donc toujours quinze ans de plus que dans le prologue) nous retrouvons Ursus, Gwynplaine (maintenant 25 ans) et Déa (maintenant 16 ans) (la jeune fille aveugle adoptée qui a été baptisée par Ursus) dans un parc de Londres. Ils sont devenus des saltimbanques, formés par Ursus. Le succès de leur tournée de spectacles les a menés à Londres. Gwynplaine et Déa s’amourachent et se courtisent. Puis on revient, quelques jours plus tard, à la roulotte des saltimbanques. Ursus a écrit une pièce, le «Chaos vaincu», qui raconte l’histoire de Gwynplaine, de son rire balafré (sa mutilation) et de Déa. Ce texte parle de leur périple courageux, les deux protagonistes jouant leur propre rôle. Cette autofiction cathartique s’est avérée un succès remarquable. Ils sont montés à Londres couronner leur réussite dans la ville reine. Devant un public curieux, ils présentent deux extraits de leur pièce, il les répète en après-midi. Fibi, la bohémienne qu’Ursus a recueilli pour les aider à monter les spectacles et s’occuper des chevaux a un amour secret pour Ursus. Sur le palier du haut, la duchesse Josiane, intriguée par la rumeur publique de ce succès, est venue s’enquérir par elle-même de ce spectacle prisé par la foule. Elle est accompagnée de Lord David et d’un valet. À la suite de la visite de la duchesse, Gwynplaine reçoit ensuite une invitation personnelle de sa part. Il célèbre cette invitation qui le touche et le rend fier. Ursus aperçoit son compagnon d’infortune frayer avec la duchesse. Il va le voir pour l’avertir de la duplicité de la noblesse. Un orage se prépare. Devenu homme de loi, Barkilphedro se présente pour venir chercher Gwynplaine. Il a quelque chose à lui révéler. La pluie tombe. Barkilphedro sent que son plan va se réaliser et s’en confie au public.

### Acte II
Les deux aides de camp de Barkilphedro, avec leur chef qui les a rejoints, amènent Gwynplaine à la prison de Chatam où il est confronté au comprachicos chirurgien qui l’a défiguré enfant. Celui-ci confesse son crime. Il sera donc pendu. Barkilphedro en profite ainsi pour informer Gwynplaine de sa véritable identité. Il est le vrai héritier de Lord Fermain Clancharlie, son successeur dans la lignée. Il n’est pas en mesure d’assimiler ces deux informations et s’évanouit. Ursus entend la cloche Muta qui signifie qu’on a exécuté quelqu’un, ici en fait, elle annonce la pendaison d’Hardquanonne. Ursus en entendant la cloche pense que Gwynplaine est mort et cache cette pensée à Déa en mimant pour elle une foule hypothétique qui serait venue voir leur spectacle et sa vedette, Gwynplaine.
Nous voyons ensuite Gwynplaine dans ses nouveaux appartements, dans le château dont il devient le maître puisqu’on vient de lui confirmer sa lignée et les richesses qui s’y joignent. Il regarde par la fenêtre. Barkilphedro, dans ses habits d’homme de loi, lui explique l’étendue de son domaine, le nombre impressionnant de villages et de serfs à son service. Il offre à Gwynplaine (qui ne veut pas garder cet argent, préfère le donner à Ursus) d’aller porter à l’auteur du « Chaos vaincu » le cadeau de dix mille guinées que la reine lui a offert en guise de bienvenue. Mais Barkilphedro a d’autres plans. Habillé en homme de loi, son nouveau poste, pour affirmer son autorité et suivre son plan, qui consiste à isoler Gwynplaine pour mieux profiter de ses largesses et se venger de la duchesse Josiane, Barkilphedro ne remet que dix guinées à Ursus tout en l’expulsant, lui, Déa, Fibi, leur loup et leur roulotte du territoire d’Angleterre. Ils ont ordre de quitter Londres le soir même. Barkilphedro en homme de loi avec ses sbires menace Ursus de représailles s’il n’obtempère pas à cet ordre. Fibi s’interpose, confronte Barkilphedro qui se retient de la faire prisonnière. Résignée, croyant Gwynplaine mort, toute l’équipée se dirige au port d’Eccle-Stone pour prendre le premier bateau de nuit pour le Danemark. Pendant ce temps, Gwynplaine ne cesse de penser à Déa. Il s’ennuie de sa vie passée. 
En déambulant dans son château, il tombe sur la duchesse Josiane qui y réside momentanément. Celle-ci lui confie son attirance perverse pour sa difformité faciale, tente de le séduire, l’agresse presque. Au même moment la duchesse reçoit un pli de la reine lui révélant l’identité réelle de Gwynplaine. Son cas ne l’amuse plus dès qu’elle constate qu’elle doit dès lors le considérer comme son nouveau mari. Lord David surgit dans sa chambre dès que Gwynplaine en sort. Apprenant lui aussi son nouveau statut, comprenant sa destitution en quelque sorte, devient furieux.
Seul dans sa chambre vaste, ruminant ses questionnements, Gwynplaine est dérangé par Barkilphedro qui lui rappelle qu’il est attendu à la chambre des Lords et lui remet par le fait même son épée de cérémonie. Barkilphedro lui explique qu’il aura à voter pour un bill qui propose d’augmenter les gages du mari de la reine. Gwynplaine est outré, indigné et court dire son opposition à ce bill avec grand empressement. Il livre alors un discours tout empreint de considération pour les classes laborieuses, s’érige en représentant du peuple, ce qui suscite maints quolibets et protestations dans la salle. Lord David surgit dans l’entrefaites pour lui réclamer des comptes. Il veut le provoquer en duel. Gwynplaine refuse de le confronter et lui redonne ses privilèges. Barkilphedro qui n’était pas loin s’est joint à Lord David.
La duchesse Josiane, curieuse du nouveau prestige de Gwynplaine apparaît elle aussi dans la chambre des lords et s’interpose entre Lord David et Gwynplaine pour interrompre un assaut de Lord David contre son ancien protégé. Une joute verbale s’engage alors entre ces trois tenants de la tradition et Gwynplaine, l’anarchiste. Peu après Gwynplaine s’enfuit. Il veut retrouver Déa.
Il retourne donc à l’emplacement de la roulotte retrouver ses compagnons. Mais ils ne sont plus là. La disparition de son aimée et de son mentor le ronge. Déa se meurt de chagrin sur le pont du bateau. Ursus et Fibi tentent de la consoler. Déa, faible, a un malaise. Homo, le loup d’Ursus, attachée à elle, hurle dans la nuit. Gwynplaine entend cette mélopée et comprend que ses amis ne sont pas loin. Il crie. Déa l’entend et entreprend dans la brume et la nuit, un échange avec lui, sans le voir. Gwynplaine reconnaît sa voix et retrouve le bateau. Déa, affaiblie, s’affaisse et meurt de chagrin quelques instants avant que Gwynplaine ne la retrouve. Ursus fourbu par tant d’émotions perd connaissance. Gwynplaine prend alors le corps de Déa dans ses bras, la secoue, constate sa mort. Il crie sa honte d’avoir fréquenté le monde des indifférents ultra-riches, avoue tout haut son amour éperdu pour Déa. Il se hisse sur le bastingage du navire puis se jette à l’eau. Fibi constate l’hécatombe, ses seuls amis sont morts ou évanoui. Lui vient une réflexion sur l’amour et le mystère.

## Orchestration
| Instrumentation de L'Homme qui rit                                                                                                  |
| Les cordes |
| Violons I et II, altos, violoncelles, contrebasses                                                                                  |
| Les bois |
| 2 flûtes traversières, 2 hautbois, 2 clarinettes, 2 bassons                                                                         |
| Les cuivres |
| 4 cors, 2 trompettes, 3 trombones, 1 tuba                                                                                           |
| divers |
| Harpe |
| les percussions |
| Timbales, tambour, triangle, cymbale, grosse caisse, xylophone, Caisse claire, glockenspiel, carillon tubulaire, tam-tam, Éoliphone |

## Réception critique
La première représentation de l'opéra a reçu des critiques moyennes à positives. Christophe Huss du journal Le Devoir a écrit : "...texte d’Hugo, impeccablement et efficacement transformé en livret d’opéra par Bertrand Laverdure". Emmanuel Bernier de La Presse a écrit : "Vocalement, on est dans un grand lyrisme qui laisse beaucoup de place à la voix pour s'épanouir, sans que l'orchestre prenne le dessus sur les chanteurs". Caroline Rodgers de Ludwig van Montréal a écrit: "Une œuvre romantique, démesurée, magnifique, servie par une excellente distribution". Catherine Harrison-Boisvert de Revue L'Opéra  a écrit: "Airat Ichmouratov a composé une musique magnifique, d’une actualité incontestable et en même temps tout à fait accessible".  